# (17638) Sualan
(17638) Sualan est un astéroïde de la ceinture principale.

## Description
(17638) Sualan est un astéroïde de la ceinture principale. Il fut découvert le 11 août 1996 à l'Observatoire Rand par George R. Viscome. Il présente une orbite caractérisée par un demi-grand axe de 2,38 UA, une excentricité de 0,22 et une inclinaison de 2,1° par rapport à l'écliptique.

## Compléments